# 汪鉉 (崇禎進士)
汪鉉（？—17世紀），字以玉，號宜渡，安慶府懷寧縣人，明朝、南明政治人物。

## 生平
汪鉉是嘉靖二年進士汪漢的曾孫，年少即工於八股文，天啓元年（1621年）中式辛酉科應天鄉試舉人，三次到禮部受薦失敗後署任高淳教諭，任內多有成就。同縣的顏渾、宣國柱上表他召對稱旨薦任為清要官，他以年老婉拒；其後他在崇禎十六年（1643年）成進士，都察院觀政，弘光元年（1645年）獲授行人，弘光帝時到廬州、鳳陽等地頒下追尊諡號詔，遷任刑部福建司員外郎，和卜象乾、王傚通、鄭洪猷、潘湛、袁定、劉延禟、朱輅、孔尚則、傅箕孺、宋祖乙、費景烷、張萬選、張景韶、夏供佑、王質、董祖嘗、曾守意、王政敏、陸慶衍、陳儒樸、吳伯尚、陳謙、汪姬生、賈應寵共事，後事不詳。

## 家族
高祖汪漢，嘉靖癸未会魁，户部郎中，永州知府。曾祖汪器，太學生。祖父汪杰。父汪培。

## 引用
1. 1 2  錢海岳《南明史·卷三十一·列傳第七》：（弘光）時刑部先後司官之可紀者，為卜象乾、王傚通、鄭洪猷、潘湛、袁定、劉延禟、朱輅、孔尚則、傅箕孺、宋祖乙、費景烷、張萬選、張景韶、夏供佑、王質、董祖嘗、曾守意、王政敏、陸慶衍、汪鉉、陳儒樸、吳伯尚、陳謙、汪姬生、賈應寵云。……鉉，字以玉，懷寧人。崇禎十六年進士。授行人，頒追尊諡號詔廬、鳳、兩淮，累遷福建司員外郎。
2. ↑  民國《懷寧縣志·卷十五·選舉表》：天啟辛卯（酉）（舉人） 汪鉉 漢曾孫
3. ↑  《崇禎十六年癸未科進士三代履歷》：汪铉，宜渡，易五房，丙午年九月十八日生。怀寧籍婺源人，辛酉八十四名！會試三百三十二名，三甲二百四十三名。都察院觀政，乙酉授行人。
4. ↑  民國《懷寧縣志·卷十八·仕業》：汪鉉，字以玉，永州知府漢之曾孫。少工制藝，天啟辛酉舉於鄉，屢薦春官而復失者三，署教諭高淳，多所成就。同邑顏渾、宣國柱供以召對稱旨領清要，於是鉉老矣。兩人欲薦起鉉，鉉不顧。後於癸未成進士，得授行人也。
5. ↑  道光《安徽通志·卷一百三十九·人物》：汪鉉，字以玉，以舉人署高淳諭，多所造就，後成崇禎癸未進士，授行人。